# Project64
Project64 és un emulador de consola de Nintendo 64 per a la plataforma Windows que va ser llançat el 2001. Utilitza un sistema mitjançant plugins permetent que altres desenvolupadores implementin el seu propi programari.
Project 64 es troba entre els millors emuladors disponibles sent 1964 un dels seus més directes rivals. No obstant això, 1964 no ha estat actualitzat durant set anys; mentre que els autors de Project 64 es troben treballant en la pròxima versió (així i tot, la qualitat d'emulació de 1964 és de les millors).
Cal destacar que, gràcies a l'ajuda d'un plugin de vídeo anomenat Rice, un pot canviar temporalment les textures que es troben en la ROM per altres textures en arxius externs (Windows Bitmap, PNG o JPEG), podent aconseguir més resolució que la pròpia del joc quan va ser dissenyat permetent augmentar la qualitat gràfica del joc. Aquesta qualitat va aparèixer a principis del 2005, renovant l'interès de la comunitat per l'emulació sobre la N64. Aquesta característica s'està planejant-se per a ser afegit en la futura versió 1.7 de Project 64. Alguns jocs que s'han aprofitat d'aquest augment de textures van ser Mario 64 i The Legend of Zelda: Ocarina of Time (a més d'altres jocs en els quals treballen els usuaris).

## Característiques generals
- L'emulador permet l'emulació de gran part de la col·lecció de N64 amb l'ajuda dels plugins externs (els plugins se separen en tres tipus: plugin de vídeo, àudio i control).
- Permet suport a quatre jugadors.
- Poques fallades gràfiques.
- Permet trucs/trampes (cheats).
- Mitjançant un plugin es pot veure gràfics en alta resolució.
- Podem aplicar-li diferents efectes (anisotropic filtering, Super2xSal textures entre altres) a més de canviar la resolució.
- Podem veure un resum amb les característiques d'emulació, memòria i fallades de les ROMS contingudes en una carpeta.

### Compatibilitat
Aquest emulador suporta pràcticament tots els jocs de N64. A pesar de la seva gran compatibilitat, les següents ROMs de jocs de N64 són injugables a Project 64 1.6 (agafat de l'oficial GameFAQ):
- Densha de Go! 64 (J)
- GameShark Pro V3.3 (Unl)
- Indiana Jones and the Infernal Machine (Totes les regions)
- Mario no Photopie (J)
- NFL Quarterback Club 98 (E) & (U)
- Puzzle Master 64 per Michael Searl (PD)
- Taz Express (E)
- Star Wars: Rogue Squadron (Totes les regions)
- Star Wars: Battle for Naboo (Totes les regions)
- World Driver Championship (Totes les regions)

## Project64 1.7
Project64 està actualment sota desenvolupament. Els autors actualment demanen una donació d'almenys $20 per a accedir a l'últim progrés realitzat. Es desconeix quan sortirà la pròxima versió estable, planejat com 1.7, sent ho més segur d'accés públic. En alguns avanços es va poder comprovar que el Rogue Squadron, un dels jocs més desitjats de la N64, començava a ser emulat encara que amb algunes fallades gràfiques (i sense anar a bona velocitat). A més, els desenvolupadors estan preguntant als internautes quina característica els interessaria que inserissin, entre elles permetre gràfics en alta resolució, suport a la compressió 7z o jugar per internet entre altres coses.